# Sedentism
Sedentism är en term inom kulturell evolution som motsatsen till nomadism. Kortfattat betyder det bo i grupper på en plats, permanent.